# Самура, Фатма
Фатма Самба Диуф Самура (фр. Fatma Samba Diouf Samoura; род. 9 сентября 1962, Сенегал) — сенегальский дипломат. Долгое время работала на различных должностях в Организации Объединенных Наций, связанных, в основном, с гуманитарными вопросами. 20 июня 2016 года была назначена генеральным секретарём ФИФА, став первой в истории женщиной на этом посту. 

## Личная жизнь и образование
Фатма Самба Диуф Самура родилась 9 сентября 1962 года в Дакаре, столице недавно получившего независимость Сенегала. Она единственная дочь в семье (и вторая из семи детей); отец — военный, мать — учительница.
Обучалась в Лионском университете, где получила степень магистра в области английского и испанского языков, затем аспиранткой проходила обучение в области международных отношений и торговли в Институте высших специальных исследований.
Родными языками Самура являются волоф и французский, также свободно говорит на английском, испанском и итальянском языках.

## Карьера

### Ранние годы
Самура в течение восьми лет проработал в ведущей компании по производству удобрений.